# Robert Cashner
Robert Charles Sheppard  „Bob“ Cashner (* 18. August 1942 in Flint, Michigan; † 1. Juli 2018 in New Orleans, Louisiana) war ein US-amerikanischer Ichthyologe und Hochschullehrer.

## Leben
Cashner war der Sohn von Robert Norman Corneil Sheppard und Charlotte Ellen Quillen Cashner. Er studierte nach seinem Highschool-Abschluss in Conroe, Texas, am Lyon College (Arkansas College), wo er 1965 seinen Bachelor-Abschluss erhielt. 1967 graduierte er mit der Prüfschrift A survey of the fishes of the cold tailwaters of the White River in Northwestern Arkansas: and a comparison of the White River with selected warm-water streams zum Master of Science an der University of Arkansas in Fayetteville. 1973 kam er als befristeter Teilzeitdozent für Biowissenschaften zur damaligen Louisiana State University of New Orleans (heute University of New Orleans). 1974 wurde er mit der Dissertation A systematic study of the genus Ambloplites, with comparisons to other members of the tribe Ambloplitini (Pisces: Centrarchidae) unter der Leitung von Royal D. Suttkus zum Ph.D. an der Tulane University promoviert. 1978 wurde er Assistant Professor und 1987 ordentlicher Professor. 1993 übernahm er den Lehrstuhl für Biowissenschaften und 1996 wurde er zum Dekan der Graduiertenschule ernannt. 2001 wurde er Vizekanzler für Forschung und Förderprogramme. 2008 ging er in den Ruhestand.
Zu Cashners wissenschaftlichen Beiträgen gehören viele Entdeckungen von nordamerikanischen und australischen Süßwasserfischen. Er war Autor oder Mitautor von mehr als 60 Veröffentlichungen und schrieb über zahlreiche Fischarten, darunter Sportfische wie den Steinbarsch (Ambloplites rupestris) sowie über weniger bekannte Fische aus der Unterfamilie Etheostomatinae und der Familie Fundulidae. Neben der Entdeckung neuer Arten beschäftigte sich Cashner auch mit der Ökologie und verbrachte viele Jahre mit dem Studium von Fischen in Louisiana, Oklahoma und in Australien. Cashner war in der American Society of Ichthyologists and Herpetologists aktiv und diente 1997 als Präsident, war ein ständiges Vorstandsmitglied und erhielt den Robert Johnson Award für seine Verdienste um die Gesellschaft.

## Erstbeschreibungen von Robert Cashner
- Ambloplites constellatus Cashner & Suttkus, 1977
- Campostoma pauciradii Burr & Cashner, 1983
- Fundulus bifax Cashner & Rogers, 1988
- Fundulus euryzonus Suttkus & Cashner, 1981
- Notropis suttkusi Humphries & Cashner, 1994
- Percina brucethompsoni Robison, Cashner, Raley & Near, 2014